# 1972 في تونس
فيما يلي قوائم الأحداث التي وقعت خلال عام 1972 في تونس.

## رياضة
- 1 يناير – تونس في الألعاب الأولمبية الصيفية 1972

## مواليد

### يناير
- 1 يناير – إلياس الفخفاخ سياسي تونسي.

### مارس
- 21 مارس – إسكندر حشيشة لاعب جودو تونسي.

### مايو
- 11 مايو – هالة شيخ روحو سياسية تونسية.
- 13 مايو – نجيب بلقاضي

### يونيو
- 28 يونيو – الهادي بالرخيصة لاعب كرة قدم تونسي.

### أغسطس
- 13 أغسطس – لطيفة الحباشي سياسية من تونس.

### أكتوبر
- 13 أكتوبر – العربي بوقمحة

### نوفمبر
- 16 نوفمبر – عادل السليمي لاعب كرة قدم تونسي.
- 20 نوفمبر – إسكندر السويح لاعب كرة قدم تونسي.
- 26 نوفمبر – ظافر العابدين ممثل تونسي.
- 30 نوفمبر – معز بن غربية

### ديسمبر
- 22 ديسمبر – بورنا جاجاناثان ممثلة أمريكية.

## وفيات

### فبراير
- 14 فبراير – علي بن عياد (مواليد 1930) ممثل تونسي.

### يوليو
- 12 يوليو – محمد بن عمار (مواليد 1889) رجل قضاء تونسي.

### ديسمبر
- 13 ديسمبر – محمود الماطري (مواليد 1897) سياسي تونسي.